# グロリア・モルティ
グロリア・モルティ (Gloria Morti)は、フィンランド・ヘイノラ出身のメロディックブラックメタル/メロディックデスメタルバンド。

## 略歴
1999年に結成。結成時のメンバーは、ユホ・ライハ (G)、サイコ (Vo)、ヤルモ・ユーリッカ (Ds)の3名。結成時、ユホ・ライハは15歳であった。当初は3名で活動していたが、2001年にユホ・マティカイネン (B)、イェンニ・ケンパイネン (Key)が加入し5人体制となる。また、これと前後して活動を本格化。同年に1stデモ『ThornGarden』をリリースすると、翌2002年には、2ndデモ『Gomorrah』、3rdデモ『Ephemeral Life Span』、4thデモ『The Cerberos Gate』を立て続けにリリースしている。また、同年にユッカ・サロネン (B)が加入し、ユホ・マティカイネンはリズムギタリストに転向している。
これらのデモがきっかけとなり、日本の新興レーベル、ワールド・カオス・プロダクションと契約。2004年に1stアルバム『Lifestream Corrosion』をリリースしデビューする。ワールド・カオス・プロダクションとはアルバム一枚のみで契約を終了し、2005年に5thデモ『Phoenix Caged in Flesh』をリリースした。同年には、ベーシストのユッカ・サロネンが脱退し、ユホ・マティカイネンがリズムギターに加えて、ベースを兼任するようになった。
5thデモによってフィンランドのステイ・ヘヴィ・レコードと契約。2008年に2ndアルバム『Eryx』をリリースしている。2009年に、初期からバンドに参加していたヤルモ・ユーリッカとイェンニ・ケンパイネンが脱退する。このため、カウコ・クーシサロ (Ds)が加入。キーボーディストの補充はなかったが、4年間空席だったベーシストにアキ・サロネン (B)が加入。ユホ・マティカイネンが再びリズムギター専任となる。
ステイ・ヘヴィ・レコードから離脱し、ドイツのサイクロン・エンパイアに移籍。2010年に3rdアルバム『Anthems of Annihilation』をリリース。2012年には、初期からバンドを支えたユホ・マティカイネンが脱退。脱退の理由は、学業などに専念するため、バンドに十分な時間を取ることができなくなったためである。同時にユホ・マティカイネンに代わってエーロ・シルヴォネン (G)の加入が発表された。同年に4thアルバム『Lateral Constraint』をリリースした。
2016年に、ウィローティプ・レコードに移籍し5thアルバム『Kuebiko』をリリース。また、エーロ・シルヴォネンの脱退と、アキ・サロネンのギター転向、プル・ハンスキ (B)の加入が発表された。

## メンバー

### 現メンバー
- サイコ (Psycho) - ボーカル (1999-)
- ユホ・ライハ (Juho Räihä) - ギター (1999-)

ビフォア・ザ・ドーンでも活動。
- アキ・サロネン (Aki Salonen) - ギター (2009-)

2016年のエーロ・シルヴォネンの脱退に併せてギターに転向した。
- プル・ハンスキ (Pyry Hanski) - ベース (2016-)

ビフォア・ザ・ドーン、モービッド・ヴォミットなどでも活動。
- カウコ・クーシサロ (Kauko Kuusisalo) - ドラムス (2009-)

### 旧メンバー
- ユホ・マティカイネン (Juho Matikainen) - ギター (2001-2012)

加入当初はベース専任。その後、ギター専任、ギター・ベース兼任、ギター専任と担当が遷移した。
- エーロ・シルヴォネン (Eero Silvonen) - ギター (2012-2016)
- ユッカ・サロネン (Jukka Salonen) - ベース (2004-2005)
- イェンニ・ケンパイネン (Jenni Kemppainen) - キーボード (2001-2009)
- ヤルモ・ユーリッカ (Jarmo Juurikka) - ドラムス (1999-2009)

## ディスコグラフィー

### アルバム
- 2004年 Lifestream Corrosion
- 2008年 Eryx
- 2010年 Anthems of Annihilation
- 2012年 Lateral Constraint
- 2016年 Kuebiko

### デモ
- 2001年 ThornGarden
- 2002年 Gomorrah
- 2002年 Ephemeral Life Span
- 2002年 The Cerberos Gate
- 2005年 Phoenix Caged in Flesh